# 1336
Évszázadok: 13. század – 14. század – 15. század
Évtizedek: 1280-as évek – 1290-es évek – 1300-as évek – 1310-es évek – 1320-as évek – 1330-as évek – 1340-es évek – 1350-es évek – 1360-as évek – 1370-es évek – 1380-as évek
Évek: 1331 – 1332 – 1333 – 1334 –  1335 – 1336 – 1337 – 1338 – 1339 – 1340 – 1341

## Események
- január 24. – IV. Péter aragóniai király (IV. Alfonz fia) trónra lépése (1387-ig uralkodik).
- április 13. – IV. Péter aragóniai királyt Zaragozában Aragónia királyává koronázzák.
- A visegrádi királytalálkozó döntései miatt az osztrák hercegek szövetségben a Németújváriakkal és a Babonicsokkal támadást indítanak Károly Róbert ellen. A magyar király cseh szövetségesei segítségével legyőzi az osztrákokat, majd a belső lázadókat is.
- A Kanári-szigetek felfedezése.
- Aberdeen városát felégetik az angolok.

## Születések
- VII. Ince pápa († 1406)
- július 1. – Fülöp orléans-i herceg,  VI. Fülöp francia király fia († 1375)

## Halálozások
- január 24. – IV. Alfonz aragóniai király (* 1299)
- március 20. – Boldog Csák Móric Domonkos-rendi szerzetes (* 1280 körül)
- szeptember 13. – János cornwalli gróf (* 1316)